# ام جوهار
ام جوهار یک منطقهٔ مسکونی در یمن است که در استان لحج واقع شده‌است.